# Albalá de la Vega
Albalá de la Vega es una localidad perteneciente al municipio de Renedo de la Vega en la provincia española de Palencia (Comunidad de Castilla y León). Enclavada en la comarca natural de la Vega-Valdavia.

## Demografía
Evolución de la población en el siglo XXI
| Gráfica de evolución demográfica de Albalá de la Vega entre 2000 y 2020 |
|                                                                         |
| Población de derecho (2000-2020) según el padrón municipal del INE      |